# الدفاع الشرعي في القانون المصري
الدفاع الشرعي في القانون المصري هو حق يتيح للشخص استخدام القوة اللازمة والمناسبة لدرأ خطر حال، وغير مشروع، يهدد النفس أو المال بنحو قد يستحيل معه لجوء هذا الشخص إلى السلطات العامة لطلب حمايتها من ذلك الخطر. فالدفاع الشرعي هو حق يتيح للفرد في مصر أن يدافع عن نفسه في مواجهة الكافة، وذلك استثناءً على القاعدة القانونية التي تحظر على الفرد أن يقيم العدالة بنفسه دون اللجوء إلى السلطات المختصة.
والأصل أن الدفاع الشرعي أمر مطلق يستفيد منه أي شخص في مصر، كما أنه أيضًا أمر عام يتيح للمدافع أن يرتكب أية جريمة سواء تعلّقت بالنفس أو بالمال أو بغيرهما؛ حيث يجوز للمدافع أن يرتكب جرائم كالقتل أو الضرب أو الجرح أو غير ذلك من الجرائم، وذلك دفاعًا عن نفسه، كالمرأة التي تتعرّض لمحاولة اغتصاب لا تجد مفرًا منها إلا بالهروب إلى الطريق العام في حالة منافية للآداب العامة، مما ينفي عنها جريمة الفعل العلني الفاضح. وقد ورد حق الدفاع الشرعي في القانون المصري بالمواد من 245 إلى 251 من قانون العقوبات، باعتباره أحد أسباب الإباحة، حيث ذكر شروطه، وقيوده، وأثره، والحكم عند تجاوز حدوده.

## شروطه
يشترط وجود خطر من المعتدي يبيح للمدافع التصدي له بالدفاع الشرعي، ولا بد لإباحة الوسيلة، التي يدافع بها الشخص عن نفسه، أن يكون الخطر عبارة عن جريمة يمنعها القانون.

### شروط الخطر
لا يجوز للمدافع أن يرد إلا كل ماهو خطر يمكن أن يشكل ضرر، وفي هذه الحالة لا يجوز اللجوء إلى الدفاع الشرعي إلا إذا كان الاعتداء مستمرًا؛ بحيث يكون قد بدأ ولم ينته بعد، فإذا ما انتهى الاعتداء، فإنه لا يجوز الدفاع الشرعي. ويتطلب القانون المصري أن تتوافر في الخطر ثلاثة شروط هي أن يكون الخطر غير مشروع، وأن يشكل جريمة من جرائم النفس أو المال، وأن يكون الخطر حالاً.

#### 1- أن يكون الخطر غير مشروع
أباحت المادة 246 من قانون العقوبات المصري استخدام حق الدفاع الشرعي لدفع كل ما يعتبر جريمة، وبالتالي فإن الخطر الذي يجوز مواجهته بدفاع هو جريمة يعاقب عليها القانون، وبالتالي يجوز ردّ الخطر الناجم عن محاولة سرقة المجني عليه؛ لأن هذا الخطر يشكل جريمة الشروع في السرقة. ومع ذلك، لا يشترط أن يشكل الخطر جريمة -في حدّ ذاته- حتى يجوز مواجهته بالدفاع الشرعي؛ بل يجوز استخدام حق الدفاع الشرعي ضد العمل التحضيري الذي لم يشكل جريمة بعد، وذلك في الجرائم التي لا يتصور فيها الشروع؛ حيث يجوز، مثلاً، استخدام الحق في الدفاع الشرعي بإتلاف جهاز تسجيل خاص بشخص يجهّز لإذاعة ما يشكّل سبًا أو قذفًا لأحد الأشخاص، رغم أن ذلك التحضير لا يشكّل -بحد ذاته- جريمة. كذلك يجوز للشخص الذي يواجه لصًا تواجد خارج منزله، وكان يعد العدة لسرقته، أن يستفيد من الدفاع الشرعي. ويترتب على اشتراط الصفة غير المشروعة للخطر نتيجتان؛ هما: عدم جواز الدفاع الشرعي إذا كان الخطر مشروعًا، وجواز الدفاع الشرعي ضد كل خطر غير مشروع يصدر ممن يستفيد بمانع مسؤولية أو بعذر قانوني.

##### النتيجة الأولى
وهي عدم جواز الدفاع الشرعي إذا كان الخطر مشروعًا، وتعني أنه لا يجوز لمن يهدده خطر مشروع الاحتجاج بالدفاع الشرعي. فطالما أن الخطر الذي يتعرض له الشخص مشروع، فإنه يقع عليه التزام بتحمله دون أن يتصدّى له، وإلا اعتبر سلوكه جريمة. فالأب الذي يستعمل حقه في تأديب ابنه بالضرب، أو الزوج الذي يؤدب زوجته بالضرب، فإنه لا يجوز للابن أو الزوجة رد هذا الاعتداء المشروع طالما التزم الأب أو الزوج بحدود الحق الذي منحه القانون له. كذلك لا يجوز لمن يتعرّض لتنفيذ حكم الإعدام أن يقاوم القائم على تنفيذه؛ لأن الأخير يؤدي واجبه القانوني. وعليه، فإنه إذا حدث تجاوز في شروط الإباحة بواسطة من كان له الحق القانوني في القيام بفعل يشكل خطرًا مشروعًا (كحق الأب في تأديب ابنه)، فإن فعله هذا يعد غير مشروع، ويجوز اللجوء إلى الدفاع الشرعي في مواجهته، وذلك بحسب القدر الذي تجاوز فيه الفعل نطاق الإباحة.

##### النتيجة الثانية
وهي جواز اللجوء إلى الدفاع الشرعي في مواجهة كل خطر غير مشروع يصدر ممن يستفيد بمانع مسؤولية أو بعذر قانوني. وموانع المسؤولية الجنائية في القانون المصري هي: عدم توافر الإدراك والتمييز، وصغر السن، والسكر غير الاختياري، والجنون أو العاهة العقلية، وحالة الضرورة، والإكراه المعنوي.